# Dichromia mutilata
Dichromia mutilata is een vlinder uit de familie spinneruilen (Erebidae). De wetenschappelijke naam is voor het eerst geldig gepubliceerd in 1909 door Strand.
De soort komt voor in tropisch Afrika.